# 451

## Události
- 20. června – Attila, hunský vojevůdce, vpadá do Galie, ale je zastaven u Troyes Aetiem v bitvě na Katalaunských polích.
- 8. října až 1. listopadu – v Chalkedonu zasedá čtvrtý ekumenický koncil.
- Thorismund se stává nástupcem svého otce Theodoricha I. na vizigótském trůnu.
- Jeruzalém je prohlášen za patriarchát.
- Orientální církve se odštěpují od ostatní církve.
- Dioskoros z Alexandrie, patriarcha antiošský, je sesazen.

## Narození
- Jákob ze Sarúgu – syrský křesťanský autor
- Brigita Irská – irská světice

## Úmrtí
- Nestorius, zakladatel nestoriánství
- Theodorich I., vizigótský král (zabit v bitvě na Katalaunských polích)

## Hlavy států
- Papež – Lev I. Veliký (440–461)
- Východořímská říše – Marcianus (450–457)
- Západořímská říše – Valentinianus III. (425–455)
- Franská říše – Merovech (448–457)
- Perská říše – Jazdkart II. (439–457)
- Ostrogóti – Valamir (447–465/470)
- Vizigóti – Theodorich I. (419–451) » Thorismund (451–453)
- Vandalové – Geiserich (428–477)
- Hunové – Attila (435–453)